# Вышемирский сельсовет
Вышемирский сельсовет — административная единица на территории Речицкого района Гомельской области Республики Беларусь. Административный центр — агрогородок Вышемир.

## История
12 августа 2011 года входившая в состав сельсовета деревня Кузьминка была упразднена решением Речицкого районного Совета депутатов.
После упразднения 12 ноября 2013 года Новобарсукского сельсовета, составлявшие его населённые пункты (посёлок Заря Свободы, деревни: Лесное, Малодуша, Новый Барсук, Сергеевка, Старый Барсук) были включены в состав Вышемирского сельсовета.
29 сентября 2017 года входившая в состав сельсовета деревня Сергеевка была упразднена решением Речицкого районного совета депутатов.

## Состав
Вышемирский сельсовет включает 11 населённых пунктов:
- Вышемир — агрогородок.
- Гончаровка (Гончаров-Подел) — деревня.
- Духановка — деревня.
- Дятловка — деревня.
- Заря Свободы — посёлок.
- Лесное — деревня.
- Малодуша — деревня.
- Новый Барсук — деревня.
- Летешин — деревня.
- Семёновка — деревня.
- Старый Барсук — деревня.

Упразднённые населённые пункты:
- Кузьминка[1] — деревня.
- Сергеевка[3] — деревня.